# Jaroslav Konečný
Jaroslav Konečný (Měnín, 14 de janeiro de 1945) é um ex-handebolista checoslovaco, medalhista olímpico.
Em Olimpíadas, ele marcou 22 gols em seis partidas.

## Títulos
- Jogos Olímpicos:
  - Prata: 1972